# Burris Nunatak
Burris Nunatak är en nunatak i Antarktis. Den ligger i Östantarktis. Nya Zeeland gör anspråk på området. Toppen på Burris Nunatak är 1 525 meter över havet.
Terrängen runt Burris Nunatak är kuperad åt sydväst, men åt nordost är den platt. Trakten är obefolkad. Det finns inga samhällen i närheten.